# Jatsada Boonruengrod
Jatsada Boonruengrod (thailändisch เจษฎา บุญเรืองรอด, * 1. Oktober 1979 in Suphanburi) ist ein ehemaliger thailändischer Fußballspieler.

## Karriere
Jatsada Boonruengrod stand von 2006 bis 2008 beim Bangkok Bank FC unter Vertrag. Der Verein aus der thailändischen Hauptstadt Bangkok spielte in der ersten Liga des Landes, der Thai Premier League. 2009 wechselte er zum Ligakonkurrenten Thailand Tobacco Monopoly FC. Die Rückserie 2011 wurde er an den Ligakonkurrenten Navy FC nach Sattahip ausgeliehen. Am Ende der Saison musste er mit der Navy den Weg in die Zweitklassigkeit antreten. Nach der Ausleihe kehrte er Anfang 2012 zu TTM zurück. Ende 2012 stieg er mit TTM in die zweite Liga ab. Nach dem Abstieg verließ er TTM und schloss sich dem Suphanburi FC an. Der Verein aus seiner Geburtsstadt Suphanburi spielte in der zweiten Liga, der Thai Premier League Division 1. Ende 2012 wurde er mit Suphanburi Vizemeister und stieg in die erste Liga auf. Die Rückserie 2014 wurde er an den Angthong FC ausgeliehen. Mit dem Verein aus Angthong spielte er in der zweiten Liga. 2015 kehrte er zu Suphanburi zurück.
Ende 2015 beendete Jatsada Boonruengrod seine Karriere als Fußballspieler.

## Erfolge
Suphanburi FC
- Thai Premier League Division 1: 2012 (Vizemeister)  ▲